# Gastown
 (novembre 2024).
Si vous disposez d'ouvrages ou d'articles de référence ou si vous connaissez des sites web de qualité traitant du thème abordé ici, merci de compléter l'article en donnant les références utiles à sa vérifiabilité et en les liant à la section « Notes et références ».
Gastown est l'un des quartiers historiques de Vancouver, situé au nord-est du centre-ville, adjacent au Downtown Eastside. Ses frontières historiques étaient le front de mer, Hastings Street, Columbia Street et Cambie Street.

## Histoire
Gastown était le cœur du premier centre-ville de Vancouver. Le quartier tire son nom de John Deighton, surnommé « Gassy Jack », un marin et barman arrivé en 1867 pour ouvrir le premier bar du quartier. Le quartier devint rapidement un centre pour le commerce. Il fut incorporé à la ville de Vancouver en 1886 et ravagé par le Grand incendie de Vancouver la même année : tout le quartier fut détruit à l'exception de deux bâtiments. Le quartier fut donc entièrement reconstruit et continua de prospérer.
Gastown, avec ses 300 établissements licenciés, était un endroit recherché jusqu'à la Grande Dépression des années 1930. À la suite de celle-ci, le quartier fut oublié et tomba dans le déclin jusqu'aux années 1960.
Dans les années 1960, les habitants de Vancouver commencèrent à s'intéresser à préserver l'histoire et l'architecture distinctive de Gastown. Il était alors prévu de détruire le quartier (ainsi que le quartier voisin de Chinatown) afin de construire une autoroute dans le centre-ville. Une campagne active menée par des propriétaires, des entrepreneurs, ainsi que des partisans de la contre-culture réussit à faire pression sur le gouvernement de la province afin que celui-ci déclare le quartier comme un site historique en 1971, permettant ainsi de protéger son architecture jusqu'à aujourd'hui.
Le quartier se distingue par ses sols pavés et son architecture dominée par la brique rouge qui tranche singulièrement du centre d'affaires. Les constructions sont relativement basses, en pierre, loin du modernismes des édifices en métal et en verre. Profitant de sa proximité avec le Downtown Eastside, le quartier est maintenant convoité par les agences immobilières. La reconversion des anciens entrepôts en lieux d'habitation permet l'afflux d'une population plus aisée, à la recherche d'un quartier avec une réelle identité, souvent associée aux artistes.
Parmi les lieux remarquables se trouvent :
- la galerie commerciale « The Landing », la « Gastown Inuit Gallery » qui expose des œuvres signées par des artistes d'origine autochtone;
- l'ancienne gare du chemin de fer du Waterfront qui accueille le seabus et le skytrain;
- L'horloge à vapeur de Gastown (Gastown Steam Clock) [1].

Le quartier fut désigné lieu historique national du Canada en 2009.